# 北加浪岸
北加浪岸是印尼中爪哇岛北岸的一个有古老历史的海港。
宋代《岭外代答》，《诸蕃志》称为莆加龙，属闍婆，从广州发船，顺风昼夜航行一月可到。国王脑后撮发髻，人民剃头留短头发，好用花布裹身，用椰子酿酒，用铜和黄铜铸币，出产味道极为甘美的红白蔗糖。土产还有胡椒，丁香，檀香，白豆蔻，沉香。
元代《岛夷志略》作八节那间。
手织花布至今仍是北加浪岸著名土产。